# Stade de Genève
Stade de Genève je stadion u Ženevi, drugom po veličini švicarskom gradu. Namijenjen je isključivo nogometu. Otvoren je 30. travnja 2003. Na njemu svoje domaće utakmice igra nogometni klub Servette FC iz Ženeve. Stadion je kapaciteta 30 084 sjedećih mjesta. Na njemu se igralo Europsko prvenstvo u nogometu 2008. koje je održano u Austriji i Švicarskoj. Na njemu su odigrane i mnoge značajne utakmice, kako švicarske reprezentacije, tako i nekih nogometnih klubova.